# Saint-Cyr-les-Vignes
Saint-Cyr-les-Vignes ist eine französische Gemeinde mit 1.077 Einwohnern (Stand: 1. Januar 2022) im Département Loire in der Region Auvergne-Rhône-Alpes. Sie gehört zum Arrondissement Montbrison und zum Kanton Feurs. Die Einwohner werden Civensois genannt.

## Geografie
Saint-Cyr-les-Vignes liegt etwa 24 Kilometer nordöstlich von Saint-Étienne am Fluss Toranche, in der historischen Provinz Forez. Umgeben wird Saint-Cyr-les-Vignes von den Nachbargemeinden Valeille im Norden, Virigneux im Osten und Nordosten, Maringes im Südosten, Bellegarde-en-Forez im Süden, Saint-André-le-Puy im Südwesten, Marclopt im Westen und Südwesten sowie Saint-Laurent-la-Conche im Westen und Nordwesten.

## Weblinks

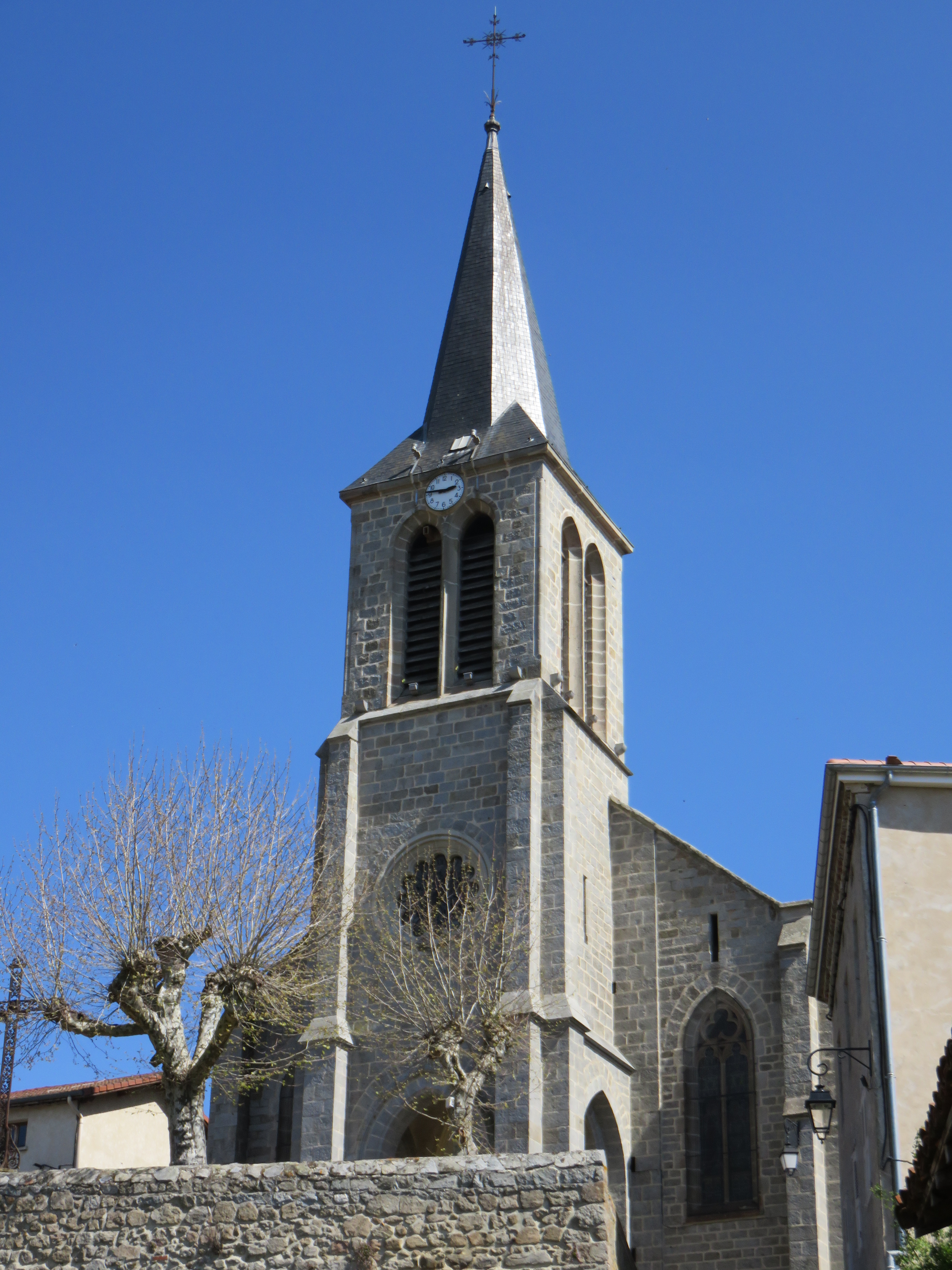
Kirche Saint-Cyr-Sainte-Julitte

## Bevölkerungsentwicklung
| Jahr                       | 1962 | 1968 | 1975 | 1982 | 1990 | 1999 | 2006 | 2017 |
| -------------------------- | ---- | ---- | ---- | ---- | ---- | ---- | ---- | ---- |
| Einwohner                  | 661  | 625  | 552  | 553  | 643  | 789  | 917  | 1042 |
| Quellen: Cassini und INSEE |      |      |      |      |      |      |      |      |

## Sehenswürdigkeiten
- Kirche Saint-Cyr-Sainte-Julitte